# هاووک
هاووک (انگلیسی: Havok) شرکت بازی ویدئویی ایرلندی است، که در سال ۱۹۹۸ تأسیس شد.